# Самере
Самере́ (фр. Samerey) — коммуна во Франции, находится в регионе Бургундия. Департамент коммуны — Кот-д’Ор. Входит в состав кантона Сен-Жан-де-Лон. Округ коммуны — Бон.
Код INSEE коммуны — 21581.

## Население
Население коммуны на 2010 год составляло 130 человек.
| 1962 | 1968 | 1975 | 1982 | 1990 | 1999 | 2010 |
| ---- | ---- | ---- | ---- | ---- | ---- | ---- |
| 134  | 136  | 140  | 138  | 156  | 142  | 130  |

## Экономика
В 2010 году среди 79 человек трудоспособного возраста (15—64 лет) 52 были экономически активными, 27 — неактивными (показатель активности — 65,8 %, в 1999 году было 64,6 %). Из 52 активных жителей работали 50 человек (25 мужчин и 25 женщин), безработных было 2 (2 мужчин и 0 женщин). Среди 27 неактивных 6 человек были учениками или студентами, 14 — пенсионерами, 7 были неактивными по другим причинам.